# The King of Limbs: Live from the Basement
The King of Limbs: Live from the Basement — концертний відеоальбом 2011 року англійського альтернативного рок-гурту Radiohead, на якому гурт виконує свій восьмий альбом The King of Limbs (2011). Це був другий виступ Radiohead для серії From the Basement, після In Rainbows – From the Basement (2008). Продюсер Найджел Ґодріч описав його як спробу записати іншу версію The King of Limbs і показати її в новому світлі.

## Музика
Відео включає виконання всіх восьми треків з альбому Radiohead 2011 року The King of Limbs, а також пісень «The Daily Mail», «Staircase» і «Supercollider». Відео було записано в лондонській студії Maida Vale Studios, а продюсером виступив давній соратник Radiohead Найджел Ґодріч. До Radiohead приєднався Клайв Дімер, який записав додаткові барабани та перкусію, а також секція валторни для кількох пісень.
За словами Ґодріча, виступ був «дуже свідомою спробою зробити щось особливе: записати альбом ще раз, після того, як він був відрепетируваний і зіграний наживо, щоб показати його в іншому світлі … оскільки запис самого альбому, був дуже механізованим і абсолютно іншим».

## Реліз
Концерт The King of Limbs: Live from the Basement транслювався на кількох міжнародних телеканалах. 2011 року пісні «The Daily Mail» та «Staircase» були випущені як сингли.

## Відгуки
Рецензуючи The King of Limbs: Live From the Basement для AllMusic, Грегорі Хіні писав, що «сесія здається ідеальним середовищем для виступу Radiohead, що дозволяє їм розслабитися і експериментувати зі своїм звучанням без тиску величезної стадіонної аудиторії, яка відволікає їх від музики». У статті для Stereogum у 2015 році Райан Ліс стверджував, що це відео перевершує сам альбом The King of Limbs: «Ви чуєте, як м'язи, рухи й тіла існують там, де тепер використана винахідливість електронних імпульсів Radiohead почала робити їхню музику крихкою.».

## Трек-лист
1. «Bloom» – 6:13
2. «The Daily Mail» – 4:10
3. «Feral» – 3:35
4. «Little by Little» – 4:47
5. «Codex» – 5:09
6. «Separator» – 6:36
7. «Lotus Flower» – 5:43
8. «Staircase» – 5:06
9. «Morning Mr Magpie» – 5:46
10. «Give Up the Ghost» – 5:53

Бонус-трек
1. «Supercollider» – 5:41

## Персоналії
Radiohead
- Том Йорк – вокал, клавішні, гітара
- Джонні Ґрінвуд – гітара, клавішні, лептоп, барабани
- Колін Ґрінвуд – бас
- Ед О'Браєн – гітара, FX, вокал
- Філ Селвей – барабани

+
- Клайв Дімер – барабани, електронні барабани

Запис
- Найджел Ґодріч – продюсування (музика та відео), зведення
- Верн Моен – режисер, монтаж
- Даррелл Торп – звукоінженер
- Дрю Браун – асистент запису
- Даніель Ландін – режисер фото
- Джеймс Хаос – продюсування (відео)
- Діллі Гент – продюсування (відео)
- Джон Вулcombe – продюсування (відео)

Мідна група
- Ноель Ленглі
- Язз Ахмед
- Клер Мосс
- Тревор Майрес
- Орен Маршалл
- Бен Касл
- Філ Тодд

Дизайн
- Стів Керос – фотозйомка
- Wildwood та Twain – ілюстрації та макет